# Stüsslingen
Stüsslingen är en ort och kommun i distriktet Gösgen i kantonen Solothurn, Schweiz. Kommunen har 1 257 invånare (2023).
Den 1 januari 2021 inkorporerades kommunen Rohr in i Stüsslingen.